# Последњи танго у Паризу
Последњи танго у Паризу (итал. Ultimo tango a Parigi, фр. Le Dernier Tango à Paris) је италијанско-француски филм из 1972. који је режирао Бернардо Бертолучи.

## Улоге
| Глумац         | Улога  |
| -------------- | ------ |
| Марлон Брандо  | Пол    |
| Марија Шнајдер | Џини   |
| Жан-Пјер Лео   | Том    |
| Катрин Алегре  | Катрин |
| Масимо Ђироти  | Марсел |

## На снимању
Као и код осталих филмова које је снимио у то време, Брандо није желео да памти текст. Бертолучи му је учинио уступак, те његове реченице записивао на цедуље и уклапао их у ентеријер. Камерман је наравно, имао задатак да пази да нека од њих не упадне у кадар. Међутим, када је у сцени бдења затражио да неке реченице напише на телу своје мртве супруге, редитељ је одлучно одбио.
Марија Шнајдер је рекла да је Бертолучи изузетно лукав и човек широких схватања. Рекла је да су на снимању сви били веома блиски, јер их је он терао да једно другом причају најмрачније детаље из своје прошлости. Шнајдерова је признала да је спавала са педесетак мушкараца и двадесетак жена, да је била зависник од хероина, кокаина и марихуане. Касније је демантовала Бертолучија, који је изјавио да је Брандо према њој гајио веома очинска осећања. Изјавила је да је тачно да јој је Марлон био фигура патрона, али то није био однос родитеља према детету. Додала је још и следеће: 
| „ | Требало је да позовем свог менаџера и адвоката на сет, јер не можете присилити некога да ради нешто што није у сценарију. Међутим, тада то нисам знала. Марлон ми је рекао: Марија, не брини, то је само филм! Иако је то што је радио била само глума, у тој сцени сам истински плакала. Осећала сам се тако понижено, и да будем искрена, помало силовано од стране обојице – и Бранда и Бертолучија. На крају, Марлон ме није чак ни позвао да ме утеши или да ми се извини. Срећом, имали смо још само једно такво снимање. | ” |

Рекла је још да је то једина ствар у њеном животу коју није требало да уради, која јој је тада уништила живот. Бертолучи је 2011. године признао да је она била превише млада да разуме шта се ради, и да јој је овим филмом украо младост. Као и Шнајдерова, и Брандо се осећао потпуно силованим. Обећао је Бернарду да више никада неће снимити филм попут овог и нису говорили петнаест година. Бертолучи се покајао што је снимао Брандове гениталије. Рекао је да се толико идентификовао са њим, да би приказивање Брандовог полног органа, било као приказивање његовог самог. Због тога је ту сцену избрисао, тачније, оставио за себе.

## Пријем и критике
Оригинална верзија филма је изазвала много буре због неких еротских сцена. Због тога је филм забрањиван у многим земљама а негде су биле избациване жешће сцене“ тако да је било више верзија у оптицају ("мекше и тврђе").
- У време када се први пут код нас приказивао филм био је забрањен за малолетне а да деца не би гледала филм пројекције су ишле од 23:00 сати и касније.